# Brebotte
Brebotte település Franciaországban, Territoire de Belfort megyében. Lakosainak száma 369 fő (2022. január 1.). Brebotte Bretagne, Froidefontaine, Grosne, Autrechêne és Recouvrance községekkel határos.

## Népesség
A település népességének változása:
| Lakosok száma | 352  | 364  | 382  | 385  | 389  | 396  | 400  | 384  | 369  |
|               | 2013 | 2015 | 2016 | 2017 | 2018 | 2019 | 2020 | 2021 | 2022 |